# Annami fácán
Az annami fácán (Lophura hatinhensis) a madarak osztályának tyúkalakúak (Galliformes) rendjébe és a fácánfélék (Phasianidae) családjába tartozó faj.

## Rendszerezés
Egyes rendszerezők szerint az Edward fácán (Lophura edwardsi) alfaja Lophura edwardsi hatinhensis néven.

## Előfordulása
Vietnám területén honos. A természetes élőhelye a sík- és hegyvidéki erdőkben van.

## Megjelenése
A testhossza 58-65 centiméter. A hím kék-fekete tollazatú, rövid, bozontos fehér toll bóbitája, vörös arcbőre és fehér farok tolla vannak. A tojó szürkés-barnás színezetű.